# Canadese kornoelje
Canadese kornoelje (Cornus sericea) is een plantensoort uit de kornoeljefamilie (Cornaceae).

## Beschrijving
Canadese kornoelje is een breed uitgroeiende struik die een hoogte bereikt van 1–3,5 m. De donkerrode tot gele takken kunnen als ze naar beneden buigen en de grond raken op de knopen gaan wortelen. Het merg is wit. De zijtakken zijn helderrood, roodbruin, kastanjebruin of groen. De van boven donkergroene en van onderen blauwgroene tot grijsachtige, 3,5–20 cm lange en 1,5–12 cm brede, lancetvormige, elliptische of eivormige bladeren zijn aanliggend behaard. Ze hebben een scherpe tot toegespitste top. Het blad heeft vijf tot zeven paar zijnerven. In de herfst verkleuren de bladeren rood.
Canadese kornoelje bloeit in juni en juli met geelwitte, 0,5–1 cm grote bloemen. De bloeiwijze is een 3–6 cm brede tuil. De bloembeker is dicht behaard. De kelkbladen zijn 0,2–0,6 mm groot.
De witte, soms blauw aangelopen vrucht is een ronde, 6-10 mm grote steenvrucht. De gegroefde pit is 4–6 mm lang en 1,5–3 mm breed en heeft een afgeronde top.
Het aantal chromosomen is 2n = 22.

## Ecologie
Canadese kornoelje komt voor in vochtige, eutrofe bossen en struwelen. Vaak is ze in bosranden aan te treffen. In de Benelux kan de soort zich vanuit tuinen en plantsoenen invasief uitbreiden. Door een snelle groei en vegetatieve vermeerdering kan het inheemse planten wegconcurreren.

## Verspreiding
Het natuurlijke verspreidingsgebied van Canadese kornoelje strekt zich uit over Noord-Amerika. De struik wordt gebruikt in de siertuin. In Europa is de soort verwilderd. In Vlaanderen is de soort ingeburgerd.

## Fotogalerij

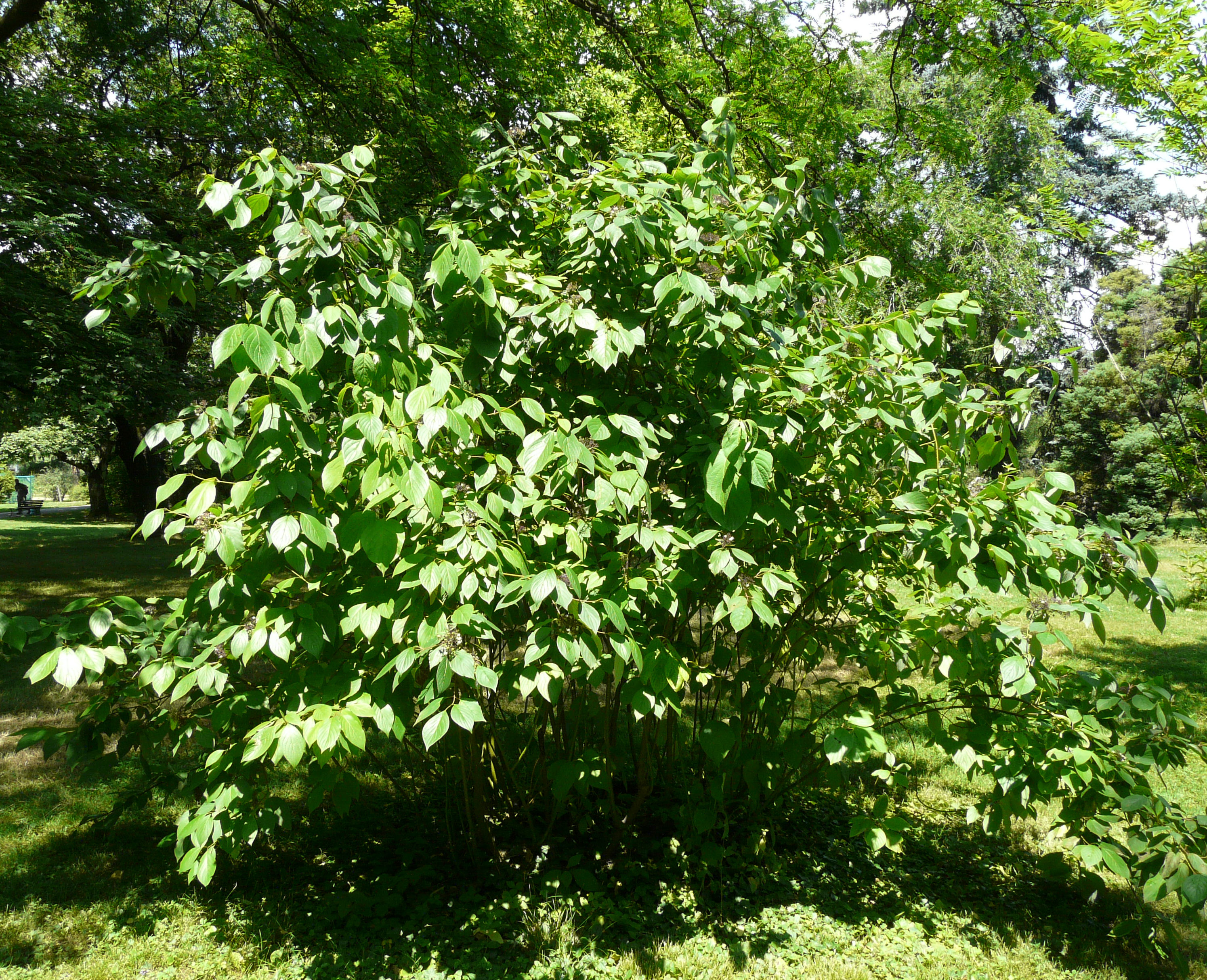
Struik
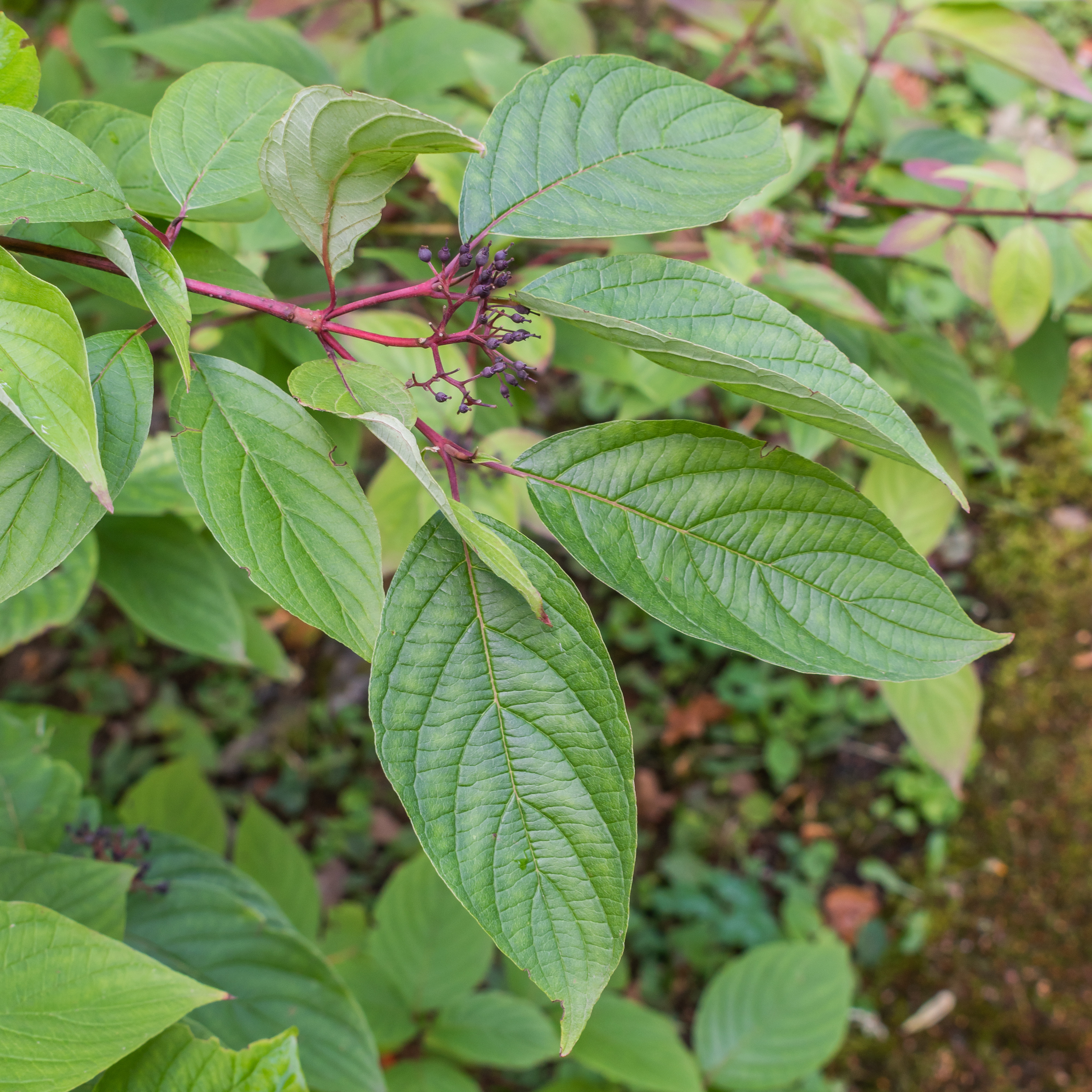
Bladeren
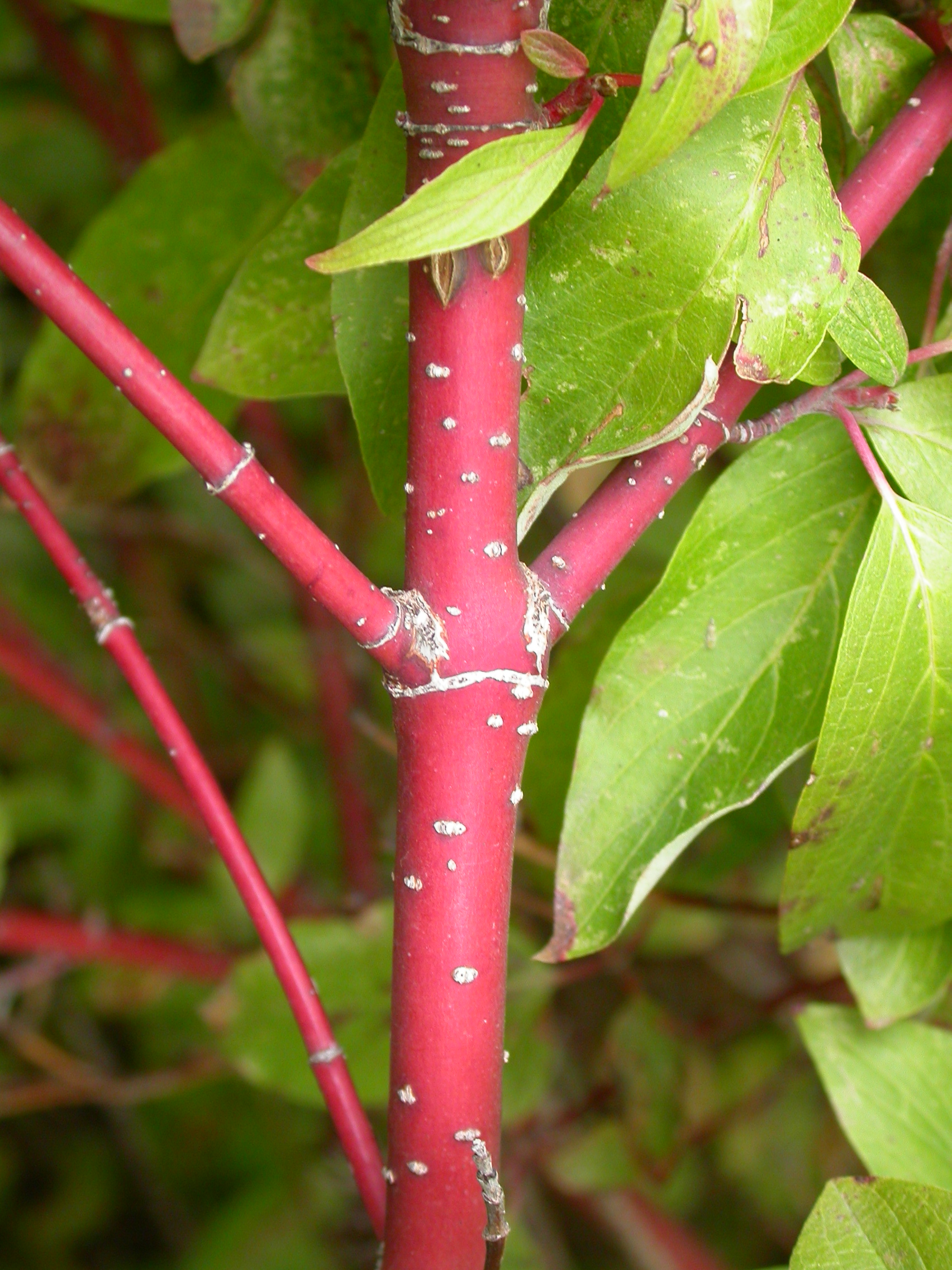
Tak
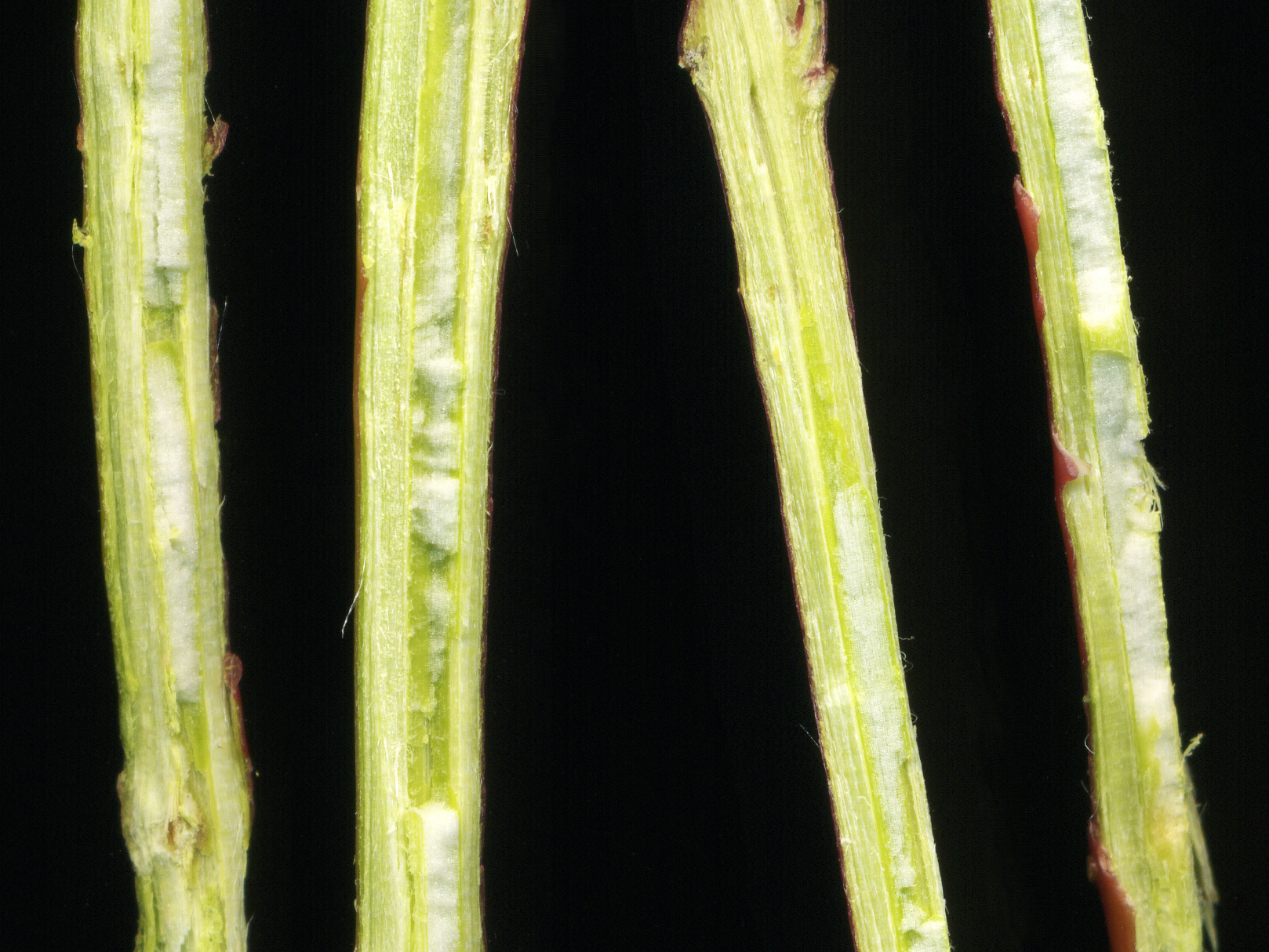
Merg
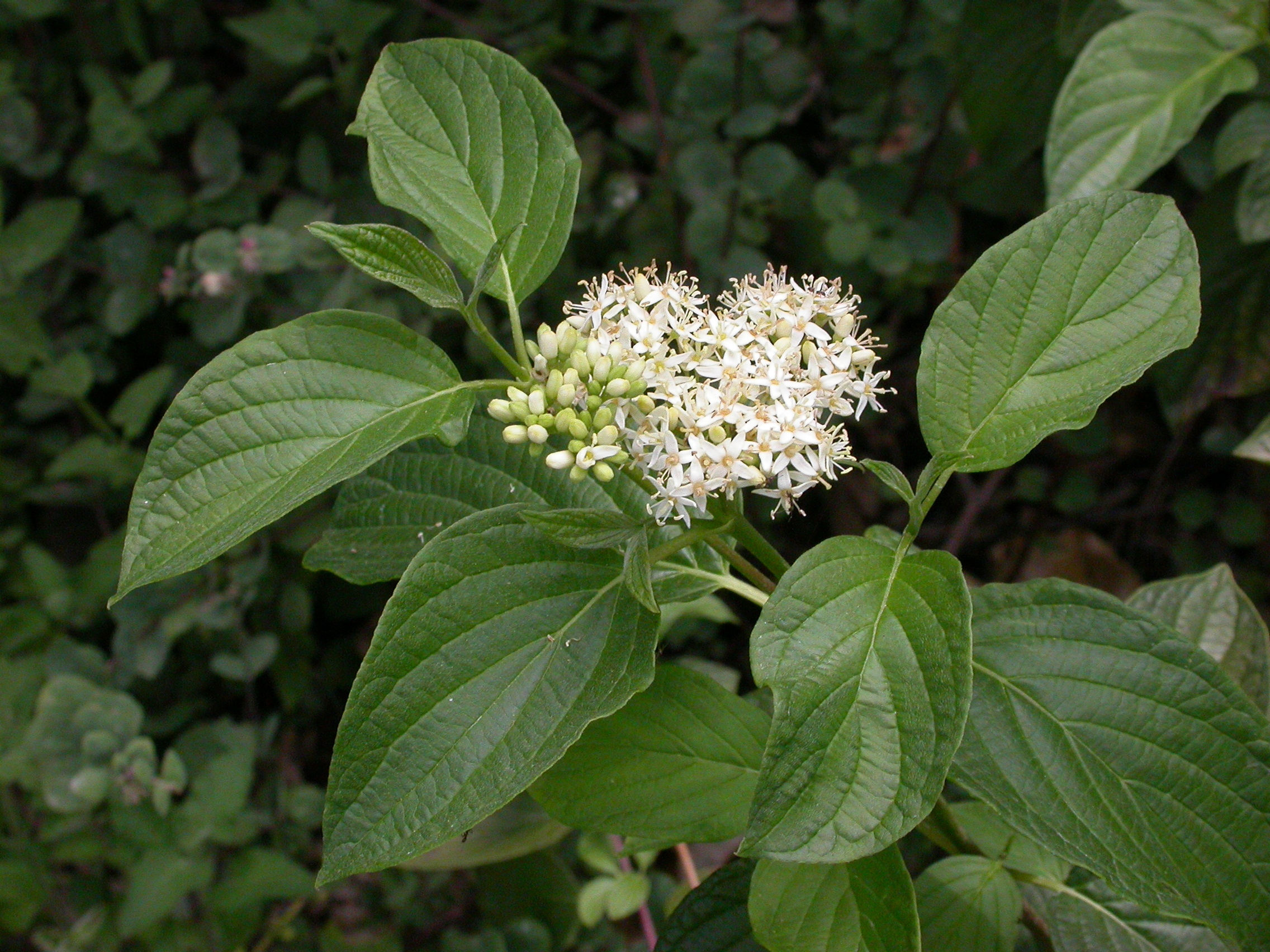
Bloeiwijze
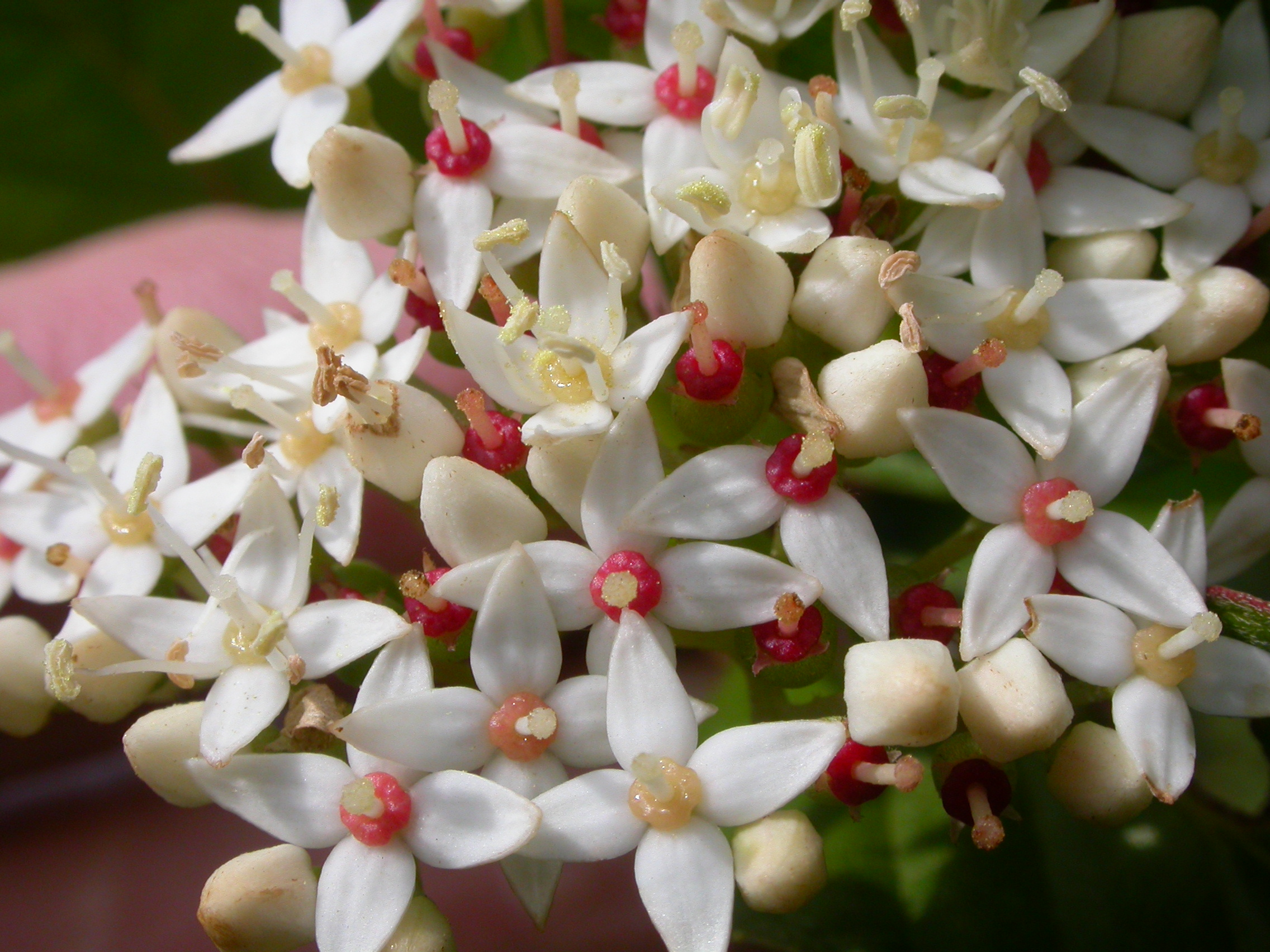
Bloemen